# Sankt Willibald, Oberösterreich
Sankt Willibald är en ort och kommun i Österrike. Den ligger i distriktet Schärding i förbundslandet Oberösterreich, 200 kilometer väster om huvudstaden Wien.
Kommunen består av tio orter (Ortschaften) (inom parentes invånarantal 1 januari 2024):

- Aichet (137)
- Antlangkirchen (101)
- Dick (27)
- Geiselham (41)
- Geizedt (103)
- Kleinpireth (8)
- Oberantlang (24)
- Patrichsham (39)
- St. Willibald (406)
- Wamprechtsham (205)